# Allroundsadel
En allroundsadel er den almindeligt brugte sadel, som er velegnet til ridebanespringning, fritidsridning, jagtridning og dressur. Den er udviklet fra springsadlen; den har stadig knæpuder, men de er mindre; sadelklapperne er mere lige, og stigremmene er fastgjort længere tilbage. Sædet er længere, så rytterens vægt kan fordeles over et større område og dermed reducere trykpunkterne. De fleste sadler fremstilles af læder, men man kan også få sadler af kunststof.